# Molde Fotballklubb 2010
Questa voce raccoglie le informazioni riguardanti il Molde Fotballklubb nelle competizioni ufficiali della stagione 2010.

## Stagione
Il Molde concluse la stagione all'undicesimo posto, che rese l'annata negativa. L'allenatore Kjell Jonevret diede le dimissioni a metà stagione, venendo sostituito da Uwe Rösler. L'avventura in Norgesmesterskapet si concluse al terzo turno della stessa, per mano del Sogndal. L'avanzata nella Europa League fu invece arrestata dallo Stoccarda, al terzo turno di qualificazione. Il calciatore più utilizzato in stagione fu Vegard Forren, con 35 presenze complessive (28 in campionato, 7 nelle coppe), mentre il miglior marcatore fu Baye Djiby Fall, che vinse la classifica marcatori della Tippeligaen con 16 reti, a cui vanno aggiunte altre 3 realizzazioni nelle coppe.

## Maglie e sponsor
Lo sponsor tecnico per la stagione 2010 fu Umbro, mentre lo sponsor ufficiale fu Sparebanken Møre. La prima divisa era composta da una maglietta blu, con pantaloncini e calzettoni bianchi. Quella da trasferta era invece completamente bianca.
| Casa | Trasferta |

## Rosa
| N. |                        | Ruolo | Calciatore                  |
| -- | ---------------------- | ----- | --------------------------- |
| 1  | Norvegia (bandiera)    | P     | Knut Dørum Lillebakk        |
| 2  | Norvegia (bandiera)    | D     | Kristoffer Paulsen Vatshaug |
| 3  | Svezia (bandiera)      | D     | Marcus Andreasson           |
| 4  | Norvegia (bandiera)    | C     | Thomas Holm                 |
| 5  | Norvegia (bandiera)    | D     | Øyvind Gjerde               |
| 6  | Norvegia (bandiera)    | C     | Daniel Berg Hestad          |
| 8  | Senegal (bandiera)     | C     | Makhtar Thioune             |
| 9  | Svezia (bandiera)      | A     | Mattias Moström             |
| 10 | Norvegia (bandiera)    | C     | Magne Hoseth                |
| 11 | Senegal (bandiera)     | A     | Pape Paté Diouf             |
| 12 | Inghilterra (bandiera) | P     | Ben Amos                    |
| 12 | Norvegia (bandiera)    | P     | Espen Bugge Pettersen       |
| 14 | Norvegia (bandiera)    | D     | Christian Steen             |
| 15 | Norvegia (bandiera)    | C     | Aksel Berget Skjølsvik      |

| N. |                     | Ruolo | Calciatore           |
| -- | ------------------- | ----- | -------------------- |
| 17 | Svezia (bandiera)   | D     | Emil Johansson       |
| 18 | Norvegia (bandiera) | D     | Magne Simonsen       |
| 19 | Senegal (bandiera)  | A     | Baye Djiby Fall      |
| 20 | Norvegia (bandiera) | D     | Krister Wemberg      |
| 21 | Norvegia (bandiera) | C     | Kristian Strandhagen |
| 22 | Norvegia (bandiera) | P     | Jan Kjell Larsen     |
| 23 | Norvegia (bandiera) | D     | Knut Olav Rindarøy   |
| 24 | Norvegia (bandiera) | D     | Vegard Forren        |
| 27 | Nigeria (bandiera)  | A     | Daniel Chima         |
| 28 | Norvegia (bandiera) | D     | Torjus Aaland        |
| 29 | Svezia (bandiera)   | A     | Björn Runström       |
| 30 | Norvegia (bandiera) | D     | Ivar Furu            |
| 31 | Norvegia (bandiera) | A     | Simon Markeng        |
| 32 | Norvegia (bandiera) | C     | Magnus Stamnestrø    |

## Calciomercato

### Sessione invernale(dal 01/01 al 31/03)
| Acquisti | Acquisti        | Acquisti        | Acquisti   |
| R.       | Nome            | da              | Modalità   |
| -------- | --------------- | --------------- | ---------- |
| P        | Ben Amos        | Manchester Utd  | prestito   |
| D        | Emil Johansson  | Hammarby        | definitivo |
| D        | Magne Simonsen  | Lyn Oslo        | definitivo |
| A        | Baye Djiby Fall | Lokomotiv Mosca | prestito   |
| A        | Björn Runström  | Odense          | prestito   |

| Cessioni | Cessioni         | Cessioni        | Cessioni   |
| R.       | Nome             | a               | Modalità   |
| -------- | ---------------- | --------------- | ---------- |
| P        | Elias Valderhaug | Kristiansund BK | prestito   |
| D        | Vidar Henriksen  |                 | svincolato |
| D        | Jacob Meidell    | Kristiansund BK | prestito   |
| C        | Rune Ertsås      | Sandefjord      | prestito   |
| C        | Valter           |                 | svincolato |
| A        | Mame Mbar Diouf  | Sarpsborg 08    | prestito   |
| A        | José Mota        | Suwon Bluewings | prestito   |
| A        | Brian Waltrip    |                 | svincolato |

### Sessione estiva(dal 01/08 al 31/08)
| Acquisti | Acquisti              | Acquisti   | Acquisti      |
| R.       | Nome                  | da         | Modalità      |
| -------- | --------------------- | ---------- | ------------- |
| P        | Espen Bugge Pettersen | Sandefjord | definitivo    |
| C        | Rune Ertsås           | Sandefjord | fine prestito |
| A        | Daniel Chima          | svincolato |               |

| Cessioni | Cessioni           | Cessioni            | Cessioni   |
| R.       | Nome               | a                   | Modalità   |
| -------- | ------------------ | ------------------- | ---------- |
| D        | Knut Olav Rindarøy | Deportivo La Coruña | prestito   |
| C        | Rune Ertsås        | Vejle               | definitivo |

## Risultati

### Tippeligaen

#### Girone di andata
| Arbitro: | Hauge (Bergen) |

|              |           |                      |
| Runström 27’ | Marcatori | 42’ Prica 42’ Lustig |

| Arbitro: | Sandmoen (Kjelsås) |

|                           |           |            |
| Šarić 52’, 72’ Ertsås 70’ | Marcatori | 12’ Hoseth |

| Arbitro: | Staberg (Harstad) |

|            |           |          |
| Bolaños 7’ | Marcatori | 59’ Holm |

| Arbitro: | Berntsen (Alta) |

|                                   |           |                       |
| Hestad 45’ Hoseth 57’ Moström 69’ | Marcatori | 3’ Moen 24’ Huseklepp |

| Arbitro: | Hagen (Grue) |

|                      |           |          |
| Fellah 19’ Berre 68’ | Marcatori | 34’ Fall |

| Arbitro: | Hafsås (Trondheim) |

|                                    |           |                         |
| Moström 50’, 85’ Hoseth 71’ (rig.) | Marcatori | 64’ Berget 73’ Pedersen |

| Arbitro: | Skjerven (Kaupanger) |

|            |           |           |
| Kovács 12’ | Marcatori | 90’ Steen |

| Arbitro: | Sælen (Bergen) |

|                     |           |                            |
| Fall 38’ Hoseth 67’ | Marcatori | 40’, 55’ Mourad 84’ Björck |

| Arbitro: | Olsen (Kristiansand) |

|             |           |                 |
| Obiefule 3’ | Marcatori | 81’ Berg Hestad |

| Arbitro: | Skjerven (Kaupanger) |

|                            |           |           |
| Hoseth 45’ (rig.) Fall 53’ | Marcatori | 40’ Olsen |

| Arbitro: | Øvrebø (Oslo) |

|                                                         |           |              |
| Ingelsten 42’ Sigurðsson 60’ Bjarnason 75’ Skogseid 80’ | Marcatori | 7’ Skjølsvik |

| Arbitro: | Hafsås (Trondheim) |

|                             |           |            |
| Fall 11’ Skjerve 57’ (aut.) | Marcatori | 60’ Đurđić |

| Arbitro: | Øvrebø (Oslo) |

|                                   |           |          |
| Johannesen 15’ Torp 21’ Güven 49’ | Marcatori | 54’ Fall |

| Arbitro: | Moen (Haugesund) |

|                             |           |                                    |
| Fall 15’, 70’ Skjølsvik 56’ | Marcatori | 90’ Kippe 90’ Elyounoussi 90’ Ujah |

| Arbitro: | Hagen (Grue) |

|                                                 |           |                                   |
| Gunnarsson 13’ (rig.), 20’ (61), rig.’ Hoff 63’ | Marcatori | 16’ Hestad 84’ Skjølsvik 87’ Fall |

#### Girone di ritorno
| Ålesund 10 luglio 2010, ore 16:00 16ª giornata | Aalesund       | 0 – 0 referto | Molde | Color Line Stadion (10.778 spett.)\| Arbitro: \| Hauge (Bergen) \| |
| Arbitro:                                       | Hauge (Bergen) |               |       |                                                                    |

| Molde 18 luglio 2010, ore 18:00 17ª giornata | Molde         | 0 – 0 referto | Sandefjord | Aker Stadion (9.233 spett.)\| Arbitro: \| Øvrebø (Oslo) \| |
| Arbitro:                                     | Øvrebø (Oslo) |               |            |                                                            |

| Arbitro: | Skjerven (Kaupanger) |

|                   |           |                |
| Hoseth 20’ (rig.) | Marcatori | 15’ Stokkelien |

| Arbitro: | Olsen (Kristiansand) |

|               |           |             |
| Huseklepp 61’ | Marcatori | 81’ Thioune |

| Arbitro: | Døvle (Larvik) |

|               |           |                           |
| Fall 56’, 68’ | Marcatori | 46’ Nevland 60’ Danielsen |

| Arbitro: | Moen (Haugesund) |

|                                   |           |            |
| Strand 14’ Dorsin 32’ Iversen 61’ | Marcatori | 11’ Hoseth |

| Arbitro: | Olsen (Kristiansand) |

|  |           |                      |
|  | Marcatori | 4’ (aut.) Andreasson |

| Arbitro: | Hauge (Bergen) |

|           |           |                               |
| Keita 35’ | Marcatori | 16’ Holm 32’ Thioune 61’ Fall |

| Arbitro: | Hafsås (Trondheim) |

|          |           |  |
| Fall 38’ | Marcatori |  |

| Arbitro: | Staberg (Harstad) |

|          |           |          |
| Ujah 52’ | Marcatori | 87’ Fall |

| Arbitro: | Skjerven (Kaupanger) |

|                    |           |  |
| Fall 19’ Diouf 28’ | Marcatori |  |

| Arbitro: | Hagen (Grue) |

|  |           |            |
|  | Marcatori | 44’ Hoseth |

| Molde 24 ottobre 2010, ore 18:00 28ª giornata | Molde              | 0 – 0 referto | Odd Grenland | Aker Stadion (7.361 spett.)\| Arbitro: \| Hafsås (Trondheim) \| |
| Arbitro:                                      | Hafsås (Trondheim) |               |              |                                                                 |

| Arbitro: | Sandmoen (Kjelsås) |

|                   |           |                     |
| Đurđić 68’ (rig.) | Marcatori | 23’ Hoseth 55’ Fall |

| Arbitro: | Staberg (Harstad) |

|                 |           |  |
| Fall 47’ (rig.) | Marcatori |  |

### Coppa di Norvegia
| Arbitro: | Myrheim |

|           |           |                                |
| Bolme 90’ | Marcatori | 23’, 52’ Runström 90’ Simonsen |

| Arbitro: | Hansen |

|                           |           |                                             |
| Toft 51’ Tønne 87’ (rig.) | Marcatori | 24’ Fall 48’ Hoseth 60’ Steen 62’ Skjølsvik |

| Molde 9 giugno 2010, ore 18:00 Terzo turno                          | Molde     | 1 – 3 referto           | Sognal | Aker Stadion (1.406 spett.) |
| \| \| \| \| \| Steen 18’ \| Marcatori \| 5’, 6’ Kader 56’ U. Flo \| |           |                         |        |                             |
|                                                                     |           |                         |        |                             |
| Steen 18’                                                           | Marcatori | 5’, 6’ Kader 56’ U. Flo |        |                             |

### Europa League
| Arbitro: | Munukka |

|             |           |  |
| Fall 90'+1’ | Marcatori |  |

| Arbitro: | Vejlgaard |

|                                 |           |          |
| Bormakovs 30’ Bogdaškins 45'+1’ | Marcatori | 14’ Fall |

| Arbitro: | Nijhuis |

|                        |           |                                    |
| Moström 65’ Hoseth 76’ | Marcatori | 27’ Rudy 74’ Kuzmanović 82’ Harnik |

| Arbitro: | Bergonzi |

|                               |           |                            |
| Pogrebnjak 55’ Gebhart 90'+3’ | Marcatori | 41’ Johansson 49’ Rindarøy |

## Statistiche

### Statistiche di squadra
| Competizione      | Punti | In casa | In casa | In casa | In casa | In casa | In casa | In trasferta | In trasferta | In trasferta | In trasferta | In trasferta | In trasferta | Totale | Totale | Totale | Totale | Totale | Totale | DR |
| Competizione      | Punti | G       | V       | N       | P       | Gf      | Gs      | G            | V            | N            | P            | Gf           | Gs           | G      | V      | N      | P      | Gf     | Gs     | DR |
| ----------------- | ----- | ------- | ------- | ------- | ------- | ------- | ------- | ------------ | ------------ | ------------ | ------------ | ------------ | ------------ | ------ | ------ | ------ | ------ | ------ | ------ | -- |
| Tippeligaen       | 40    | 15      | 7       | 4       | 4       | 23      | 19      | 15           | 3            | 6            | 6            | 19           | 26           | 30     | 10     | 10     | 10     | 42     | 45     | -3 |
| Coppa di Norvegia | -     | 1       | 0       | 0       | 1       | 1       | 3       | 2            | 2            | 0            | 0            | 7            | 3            | 3      | 2      | 0      | 1      | 8      | 6      | +2 |
| Europa League     | -     | 2       | 1       | 0       | 1       | 3       | 3       | 2            | 0            | 1            | 1            | 3            | 4            | 4      | 1      | 1      | 2      | 6      | 7      | -1 |
| Totale            | -     | 18      | 8       | 4       | 6       | 27      | 25      | 19           | 5            | 7            | 7            | 29           | 33           | 37     | 13     | 11     | 13     | 56     | 58     | -2 |

### Statistiche dei giocatori
| Giocatore      | Tippeligaen | Tippeligaen | Tippeligaen | Tippeligaen | Coppa Italia | Coppa Italia | Coppa Italia | Coppa Italia | Coppa UEFA | Coppa UEFA | Coppa UEFA  | Coppa UEFA | Totale   | Totale | Totale      | Totale     |
| Giocatore      | Presenze    | Reti        | Ammonizioni | Espulsioni  | Presenze     | Reti         | Ammonizioni  | Espulsioni   | Presenze   | Reti       | Ammonizioni | Espulsioni | Presenze | Reti   | Ammonizioni | Espulsioni |
| -------------- | ----------- | ----------- | ----------- | ----------- | ------------ | ------------ | ------------ | ------------ | ---------- | ---------- | ----------- | ---------- | -------- | ------ | ----------- | ---------- |
| T. Aaland      | 0           | 0           | 0           | 0           | 0            | 0            | 0            | 0            | 0          | 0          | 0           | 0          | 0        | 0      | 0           | 0          |
| B. Amos        | 8           | 0           | 0           | 0           | 1            | 0            | 0            | 0            | 0          | 0          | 0           | 0          | 9        | 0      | 0           | 0          |
| M. Andreasson  | 24          | 0           | 2           | 0           | 1            | 0            | 0            | 0            | 4          | 0          | 0           | 0          | 29       | 0      | 2           | 0          |
| D. Berg Hestad | 26          | 3           | 3           | 1           | 2            | 0            | 0            | 0            | 4          | 0          | 0           | 0          | 32       | 3      | 3           | 1          |
| D. Chima       | 4           | 0           | 0           | 0           | 0            | 0            | 0            | 0            | 0          | 0          | 0           | 0          | 4        | 0      | 0           | 0          |
| P. Diouf       | 13          | 1           | 1           | 1           | 0            | 0            | 0            | 0            | 1          | 0          | 0           | 0          | 14       | 1      | 1           | 1          |
| F. Fall        | 28          | 16          | 4           | 0           | 2            | 1            | 0            | 0            | 4          | 2          | 1           | 0          | 34       | 19     | 5           | 0          |
| V. Forren      | 28          | 0           | 3           | 0           | 3            | 0            | 0            | 0            | 4          | 0          | 0           | 0          | 35       | 0      | 3           | 0          |
| I. Furu        | 0           | 0           | 0           | 0           | 0            | 0            | 0            | 0            | 0          | 0          | 0           | 0          | 0        | 0      | 0           | 0          |
| Ø. Gjerde      | 6           | 0           | 0           | 0           | 0            | 0            | 0            | 0            | 2          | 0          | 0           | 0          | 8        | 0      | 0           | 0          |
| T. Holm        | 27          | 2           | 2           | 0           | 2            | 0            | 0            | 0            | 4          | 0          | 0           | 0          | 33       | 2      | 2           | 0          |
| M. Hoseth      | 25          | 9           | 7           | 0           | 3            | 1            | 1            | 0            | 4          | 1          | 0           | 0          | 32       | 11     | 8           | 0          |
| E. Johansson   | 24          | 0           | 3           | 0           | 3            | 0            | 1            | 0            | 4          | 1          | 0           | 0          | 31       | 1      | 4           | 0          |
| J. Larsen      | 7           | 0           | 1           | 0           | 2            | 0            | 0            | 0            | 0          | 0          | 0           | 0          | 9        | 0      | 1           | 0          |
| K. Lillebakk   | 3           | 0           | 0           | 0           | 0            | 0            | 0            | 0            | 4          | 0          | 0           | 0          | 7        | 0      | 0           | 0          |
| S. Markeng     | 2           | 0           | 0           | 0           | 1            | 0            | 0            | 0            | 0          | 0          | 0           | 0          | 3        | 0      | 0           | 0          |
| M. Moström     | 28          | 3           | 4           | 0           | 2            | 0            | 0            | 0            | 4          | 1          | 0           | 0          | 34       | 4      | 4           | 0          |
| E. Pettersen   | 12          | 0           | 0           | 0           | 0            | 0            | 0            | 0            | 0          | 0          | 0           | 0          | 12       | 0      | 0           | 0          |
| K. Rindarøy    | 15          | 0           | 0           | 0           | 2            | 0            | 1            | 0            | 4          | 1          | 0           | 0          | 21       | 1      | 1           | 0          |
| B. Runström    | 17          | 1           | 0           | 0           | 3            | 2            | 0            | 0            | 1          | 0          | 0           | 0          | 21       | 3      | 0           | 0          |
| M. Simonsen    | 24          | 0           | 1           | 0           | 3            | 1            | 2            | 0            | 4          | 0          | 0           | 0          | 31       | 1      | 3           | 0          |
| A. Skjølsvik   | 26          | 3           | 1           | 0           | 3            | 1            | 0            | 0            | 4          | 0          | 0           | 0          | 33       | 4      | 1           | 0          |
| M. Stamnestrø  | 3           | 0           | 0           | 0           | 0            | 0            | 0            | 0            | 0          | 0          | 0           | 0          | 3        | 0      | 0           | 0          |
| C. Steen       | 14          | 1           | 1           | 0           | 3            | 2            | 1            | 0            | 0          | 0          | 0           | 0          | 17       | 3      | 2           | 0          |
| K. Strandhagen | 2           | 0           | 1           | 0           | 1            | 0            | 0            | 0            | 0          | 0          | 0           | 0          | 3        | 0      | 1           | 0          |
| M. Thioune     | 18          | 2           | 1           | 1           | 1            | 0            | 0            | 0            | 4          | 0          | 0           | 0          | 23       | 2      | 1           | 1          |
| K. Vatshaug    | 24          | 0           | 2           | 0           | 2            | 0            | 0            | 0            | 0          | 0          | 0           | 0          | 26       | 0      | 2           | 0          |
| K. Wemberg     | 0           | 0           | 0           | 0           | 0            | 0            | 0            | 0            | 0          | 0          | 0           | 0          | 0        | 0      | 0           | 0          |